# Източен Пакистан
Източен Пакистан (на бенгалски: পূর্ব পাকিস্তান, на урду: مشرقی پاکستان) е провинция на Пакистан, съществувала между 1955 и 1971 г. Източен Пакистан е създаден от провинция Бенгалия чрез плебисцит в бивша Британска Индия през 1947 г. Източна Бенгалия избира да се присъедини към Пакистан и да стане провинция на Пакистан, наречена Източна Бенгалия. Източна Бенгалия е преименуван на Източен Пакистан през 1955 г. и по-късно става независима държава, днес известна като Бангладеш, след кървавата Освободителна война за Бангладеш през 1971 г.

## История
Британска Индия е разделена през 1947 г. на независимите днес държави Пакистан и Индия. Провинция Бенгалия е разделена между двете. Западната част на провинцията става индийски щат Западна Бенгалия, а източната част става пакистанска провинция Източна Бенгалия, с огромно мюсюлманско мнозинство, голямо индуистко малцинство и по-малки будистки и анимистки малцинства. Източна Бенгалия е една от петте провинции на обединен Пакистан. Другите четири пакистански провинции (Западен Пенджаб, Синд, Белуджистан и Северозападна граница) са разположени от другата страна на Индия, образувайки Западен Пакистан.
След обявяването на независимостта от британското управление, Източна Бенгалия е пренебрегната от централното правителство, разположено в западната част на страната, което понякога е под военно положение. Основна причина за негодувание сред бенгалците е икономическата експлоатация. Нарастващото напрежение води до политиката на „една единица“, въведена през 1955 г., която премахва провинциите. Съгласно тази политика, Западен Пенджаб, Белуджистан, Синд и Северозападната граница са обединени под номиналното наименование Западен Пакистан, докато Източна Бенгалия става Източен Пакистан.
Напрежението достига своя връх през 1971 г., след като пакистанският президент Яхя Хан отменя резултатите от изборите, които дават на партията Авами лига мнозинство в парламента. Авами лига печели почти всички места в Източен Пакистан, но нито едно в Западен Пакистан. Източен Пакистан държи повече от половината от парламентарните места, защо е дом на повече от половината от населението. Въпреки че Авами лига е в позиция да сформира правителство без коалиция, тя е принудена да започне преговори с Пакистанската народна партия, която печели мнозинството от местата в Западен Пакистан. Преговорите се провалят и военно правителство отменя резултатите от изборите в Източен Пакистан. Под ръководството на шейх Муджибур Рахман, Бангладеш започва борбата си за независимост, последвана от сурови репресии от страна на пакистанската армия срещу бенгалските цивилни на 25 март 1971 г. Правителството на шейх Муджибур Рахман твърди, че между 1 и 3 милиона бенгалци са загинали по време на войната между март и декември 1971 г., докато пакистански източници съобщават, че общият брой на смъртните случаи в Западен и Източен Пакистан е по-малък от 100 000.
Напрежението между Източен и Западен Пакистан достига своя връх през 1970 г., когато Авами лига, най-голямата политическа партия в Източен Пакистан, водена от шейх Муджибур Рахман, печели убедителна победа на националните избори в Източен Пакистан. Партията печели 167 от всички 168 места, отредени на Източен Пакистан и по този начин прави мнозинство в 300-местното Национално събрание. Това дава на Авами лига конституционното право да сформира правителство. Яхя Хан, лидерът на Пакистан, отказва да позволи на Рахман да стане министър-председател на Пакистан. Това решение засилва агитацията за по-голяма автономия в източната част на страната.
На 26 март 1971 г., денят след военната атака срещу цивилни в Източен Пакистан, майор Зиаур Рахман обявява независимостта на Бангладеш от името на шейх Муджибур Рахман. Това дава началото на Освободителната война за Бангладеш, в която Армията за освобождение на Бангладеш, обединена през декември 1971 г. с 400 000 индийски войници, се изправя срещу пакистанската армия от 65 000 войници, включително паравоенни сили. Допълнителни приблизително 25 000 лошо екипирани цивилни доброволци и полицейски сили също се присъединяват към пакистанската армия.
На 16 декември 1971 г. пакистанската армия е победена от индийската и почти няма военновъздушни сили, които да я подкрепят. Пакистанските сили се предават на индийските въоръжени сили, командвани от генерал-лейтенант Джагджит Сингх Аурора. Бангладеш бързо получава признание от много страни и с подписването на Споразумението от Шимла повечето страни приемат тази нова държава. Бангладеш се присъединява към Организацията на обединените нации през 1974 г.
На 14 октомври 1955 г. последният губернатор на Източна Бенгалия Амирудин Ахмад става първият губернатор на Източен Пакистан. По същото време последният главен министър на Източна Бенгалия е назначен за главен министър на Източен Пакистан. Тази система съществува до военния преврат от 1958 г., когато длъжността главен министър е премахната както в Източен, така и в Западен Пакистан. От 1958 до 1971 г. администрацията остава в ръцете на президента на Пакистан и губернатора на Източен Пакистан, който понякога носи титлата администратор на военно положение.